# 三投斯將軍國際機場
三投斯將軍國際機場（英語：General Santos International Airport），是一座位於菲律賓民答那峨島上南哥打巴托省三投斯將軍市的國際機場。主要服務於菲律賓國內線以及東南亞地區的區域性國際航班（目前無定期國際航班）。

## 航空公司與目的地
| 航空公司       | 目的地                 |
| -------------- | ---------------------- |
| 菲鷹航空       | 伊洛伊洛               |
| 宿霧太平洋航空 | 宿霧、伊洛伊洛、馬尼拉 |
| 菲律賓航空     | 馬尼拉                 |